# روبرتو بانتشك
روبرتو بانتشك (بالكرواتية: Roberto Punčec) هو لاعب كرة قدم كرواتي في مركز الدفاع، ولد في 27 أكتوبر 1991 في فاراجدين في كرواتيا. شارك مع منتخب كرواتيا تحت 17 سنة لكرة القدم ومنتخب كرواتيا تحت 19 سنة لكرة القدم ومنتخب كرواتيا تحت 20 سنة لكرة القدم ومنتخب كرواتيا تحت 21 سنة لكرة القدم. أما مع النوادي، فقد لعب مع نادي فاراجدين ونادي مكابي تل أبيب ويونيون برلين.

## وصلات خارجية
- روبرتو بانتشك على موقع الاتحاد الدولي (مؤرشف)  (الإنجليزية)
- روبرتو بانتشك على موقع اتحاد كرواتيا (الكرواتية)
- روبرتو بانتشك على موقع الدوري الأمريكي (الإنجليزية)
- روبرتو بانتشك على موقع قاعدة بيانات كرة القدم.إي يو (الإنجليزية)
- روبرتو بانتشك على موقع بيانات كرة القدم. دي إي (الألمانية)
- روبرتو بانتشك على موقع Soccerway.com (الإنجليزية)
- روبرتو بانتشك على موقع عالم كرة القدم.نت (الإنجليزية)